# Mount Rundle
Mount Rundle är ett berg i Kanada.   Det ligger i provinsen Alberta, i den centrala delen av landet, 3 000 km väster om huvudstaden Ottawa. Toppen på Mount Rundle är 2 948 meter över havet, eller 1 484 meter över den omgivande terrängen. Bredden vid basen är 9,7 km.
Terrängen runt Mount Rundle är huvudsakligen bergig, men norrut är den kuperad.Närmaste större samhälle är Banff, 9,0 km nordväst om Mount Rundle. 
I omgivningarna runt Mount Rundle växer i huvudsak barrskog. Trakten runt Mount Rundle är nära nog obefolkad, med mindre än två invånare per kvadratkilometer.